# Bolomys
Bolomys eller Necromys är ett släkte av däggdjur. Bolomys ingår i familjen hamsterartade gnagare.

## Beskrivning
Dessa gnagare är små och påminner om möss i utseende. De når en kroppslängd (huvud och bål) av 9 till 13 cm och en svanslängd av 6 till 9 cm. Vikten ligger mellan 20 och 55 gram. Pälsen har allmänt en ljusbrun färg. Den är på ryggen något mörkare än på buken. Händer och fötter är breda samt utrustade med klor för att gräva i marken.
Bolomys förekommer i Sydamerika i Anderna och i låglandet. Habitatet kan variera. Individerna äter olika växtdelar och ryggradslösa djur. Bolomys lasiurus är en av de mera kända arterna. Den bygger komplexa underjordiska tunnelsystem med de djupaste delarna 40 cm under markytan. En kammare i boet fodras med växtdelar. Honor av denna art har en eller kanske två kullar per år. Efter dräktigheten som varar 21 till 23 dagar föds 1 till 13 ungar (oftast 3 till 6). En och en halv månad efter födelsen blir ungarna könsmogna.
IUCN listar alla arter som livskraftiga (LC).

## Taxonomi
Arter enligt Catalogue of Life:
- Bolomys amoenus
- Bolomys lactens
- Bolomys lasiurus
- Bolomys obscurus
- Bolomys punctulatus
- Bolomys temchuki

Wilson & Reeder (2005) använder synonymet Necromys och listar ytterligare tre arter i släktet: N. benefactus, N. lenguarum och N. urichi.